# Titus Labienus (Redner)
Titus Labienus war ein römischer (Gerichts-)Redner und Geschichtsschreiber zur Zeit des Augustus. Wegen seines energischen Stils wurde er scherzhaft „Rabienus“ (angelehnt an lateinisch rabies „Raserei“, „Tollwut“) genannt. Er beging Suizid, nachdem der Senat seine Bücher – in denen er sich als Anhänger des Pompeius bekannte und Augustus kritisierte – hatte verbrennen lassen. Kaiser Caligula setzte später den Senatsbeschluss außer Kraft und ließ die Bücher des Labienus wiederherstellen. Sie sind allerdings heute spurlos verloren.